# PW Геркулеса
PW Геркулеса (лат. PW Herculis) — тройная звезда в созвездии Геркулеса на расстоянии приблизительно 745 световых лет (около 228 парсек) от Солнца. Видимая звёздная величина звезды — от +10,44m до +9,84m. Возраст звезды определён как около 4,07 млрд лет.
Пара первого и второго компонентов — двойная затменная переменная звезда типа Алголя (EA). Орбитальный период — около 2,881 суток.

## Характеристики
Первый компонент — оранжевая эруптивная переменная звезда типа RS Гончих Псов (RS) спектрального класса K0IV-V, или K0IV, или K2III*. Масса — около 1,364 солнечной, радиус — около 3,731 солнечного, светимость — около 5,719 солнечной. Эффективная температура — около 4826 K.
Второй компонент — жёлто-белая звезда спектрального класса F8-G2, или G0, или G2V*. Масса — около 1,17 солнечной, радиус — около 1,4 солнечного, светимость — около 2,291 солнечной*.
Третий компонент — чёрная дыра*. Масса — не менее 7,8 солнечной*. Орбитальный период — около 42,7 года*.

## Планетная система
В 2019 году учёными, анализирующими данные проектов HIPPARCOS и Gaia, у звезды обнаружена планета.